# Amforiskos
Amforiskos (stgr. αμφορισκος, pol. mała amfora) – rodzaj starożytnego greckiego naczynia ceramicznego na wonne olejki.

## Charakterystyka
Amforiskosy były rodzajem małych amfor z krótką szyjką i dwoma uchwytami, używanym do przechowywania pachnących olejków (perfum). Odgrywały swoją rolę przy pielęgnacji i higiennie osobistej. Informacji o ich zastosowaniu dostarczają głównie przedstawienia na stelach attyckich oraz malunki na naczyniach, z których jasno wynika, że były używane głównie przez kobiety, podobnie jak alabastron (w kosmetyce, olej po kąpieli).

## Formy

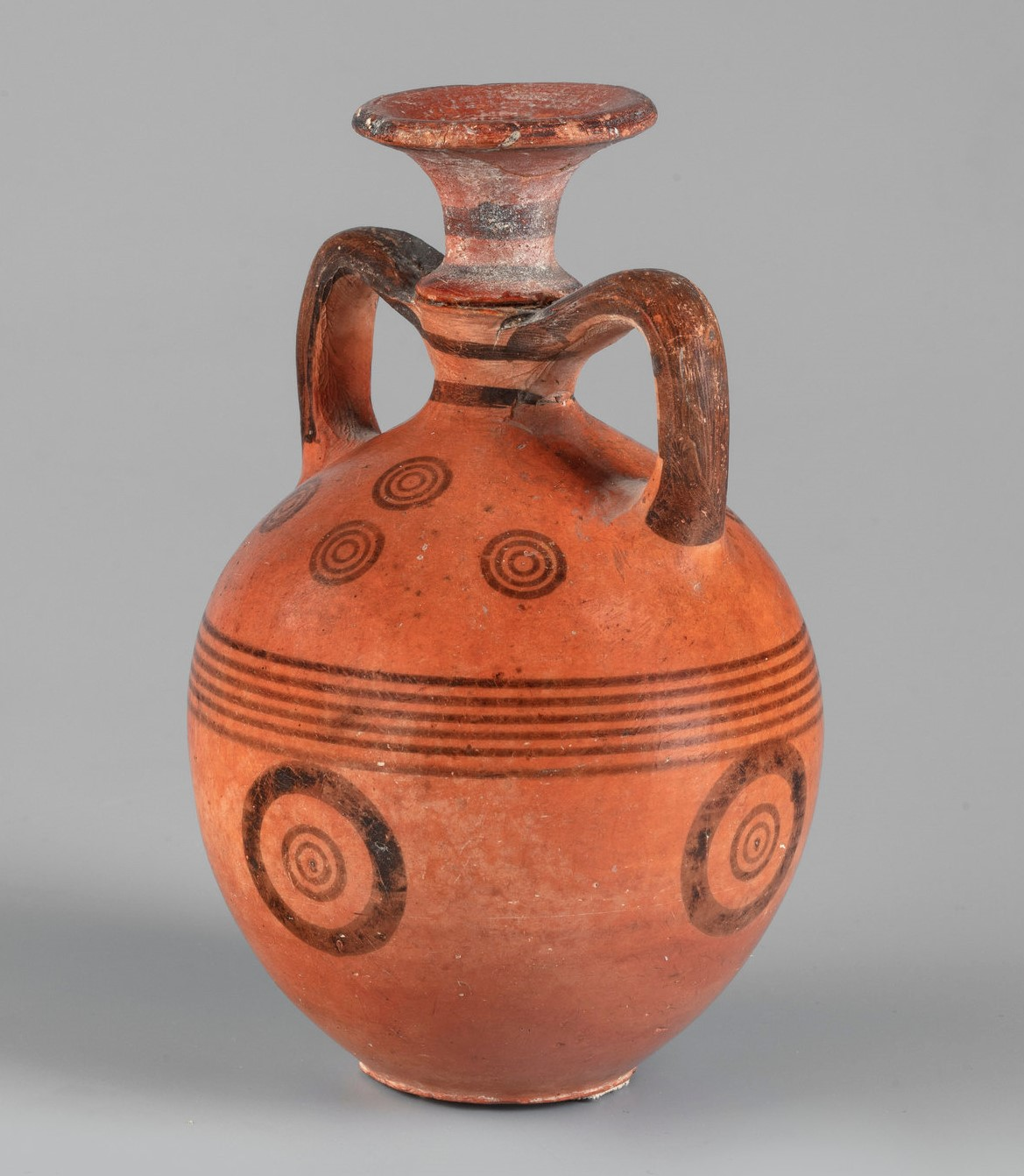
Amforiskos cypryjski, 1050–750 p.n.e. (Muzeum Narodowe w Warszawie)
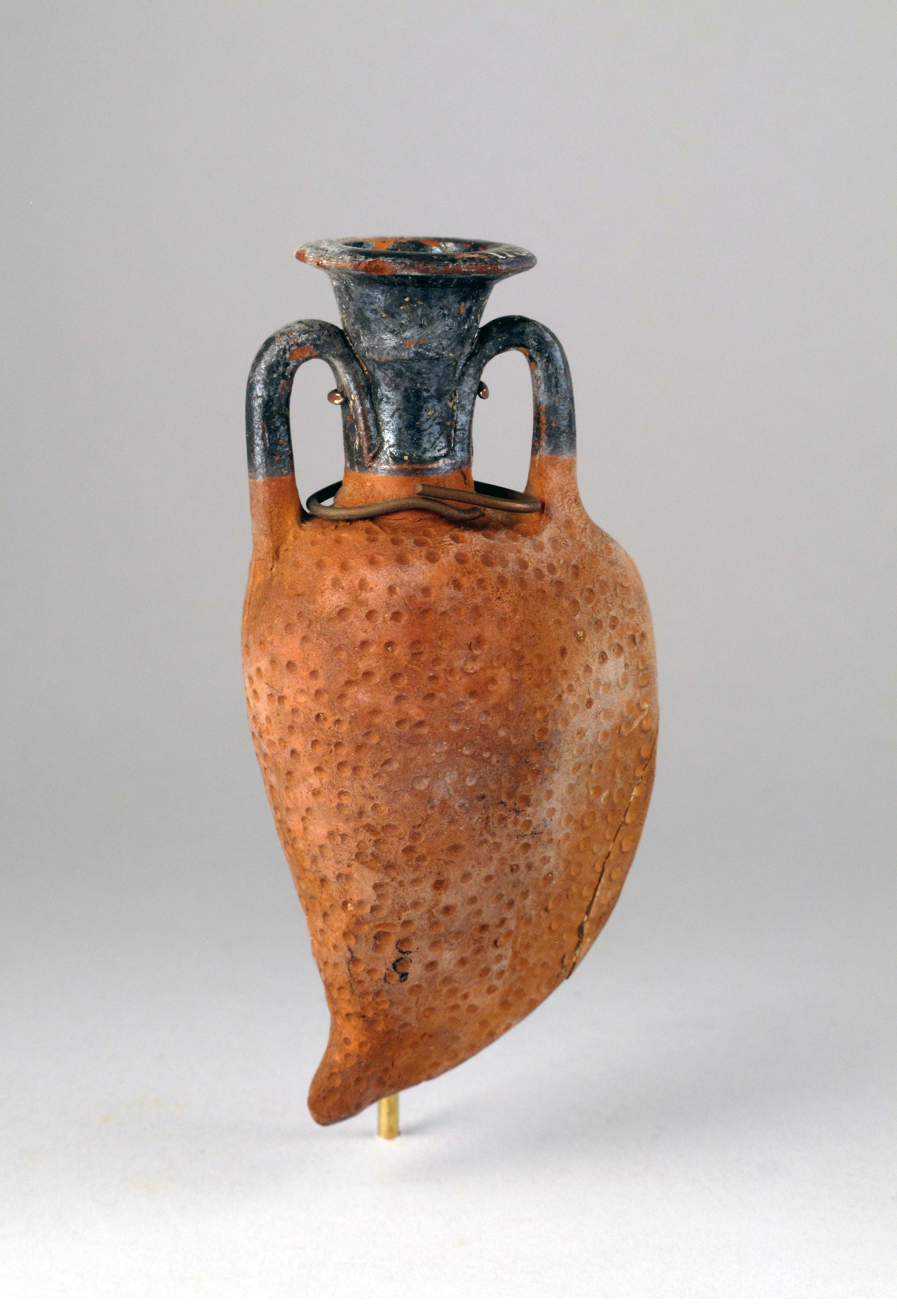
Amforiskos attycki w formie migdała, ok. 400 p.n.e. (Metropolitan Museum of Art)
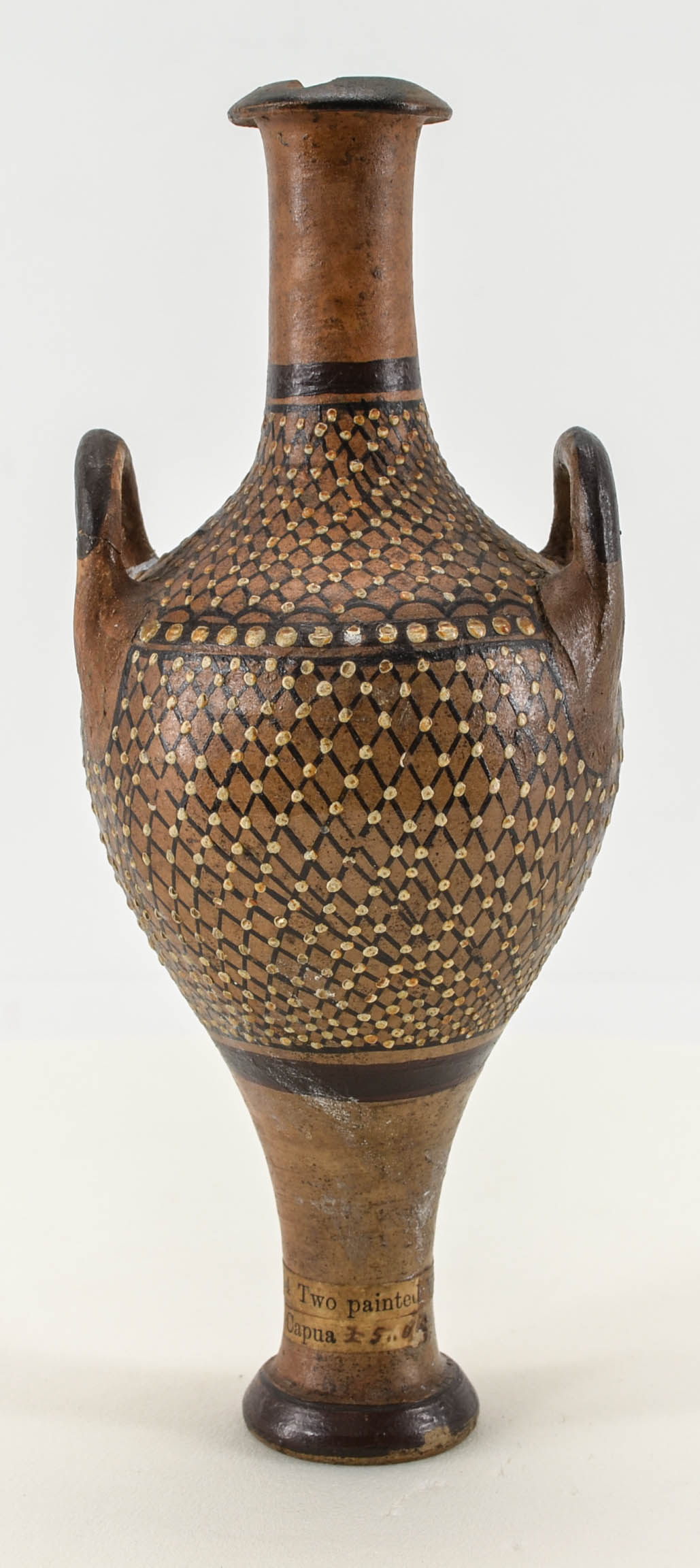
Amforiskos południowoitalski, ok. 340–320 p.n.e. (Metropolitan Museum of Art)
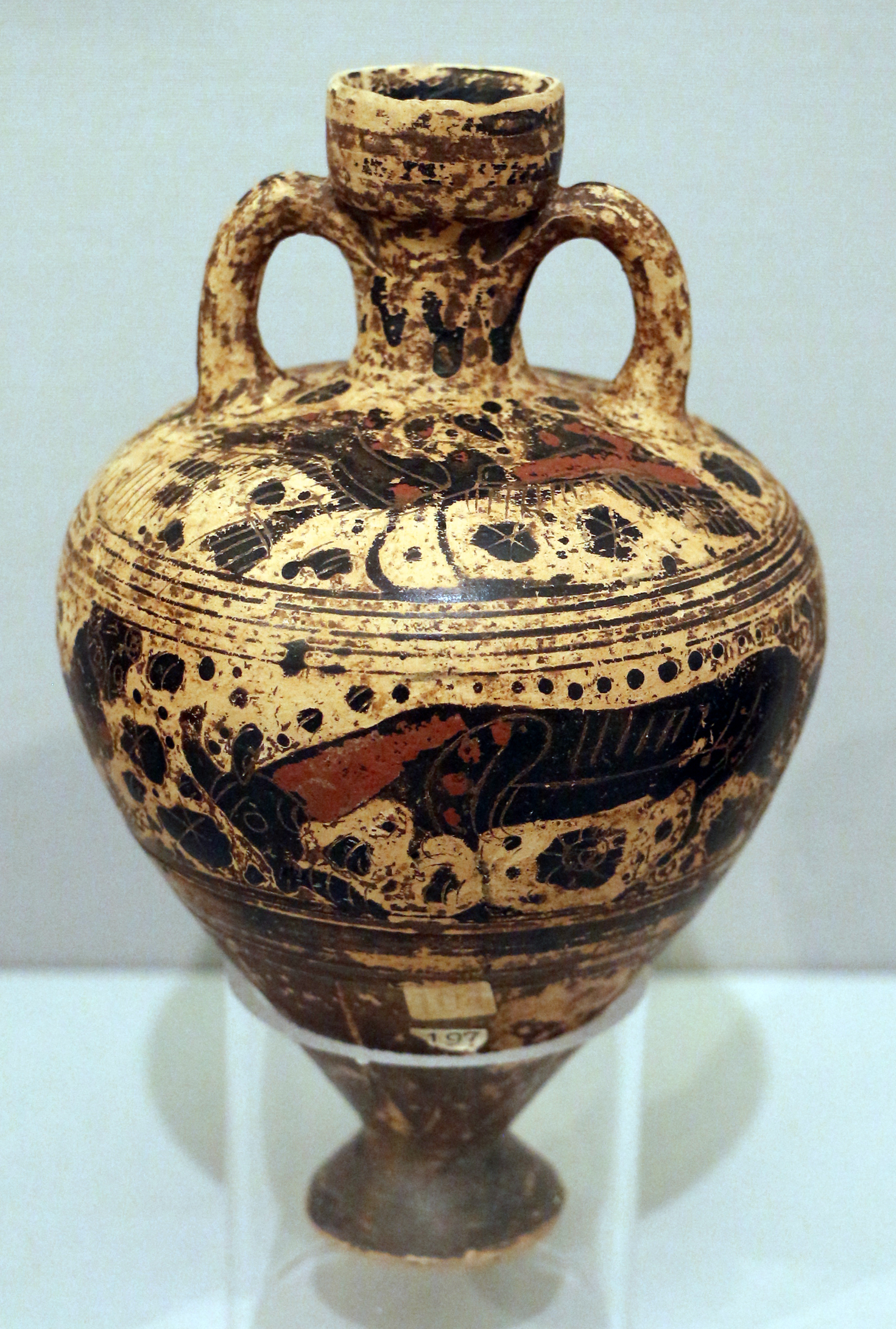
Orientalizujący amforiskos koryncki, ok. 600–575 p.n.e. (Museo archeologico nazionale dell’Umbria)
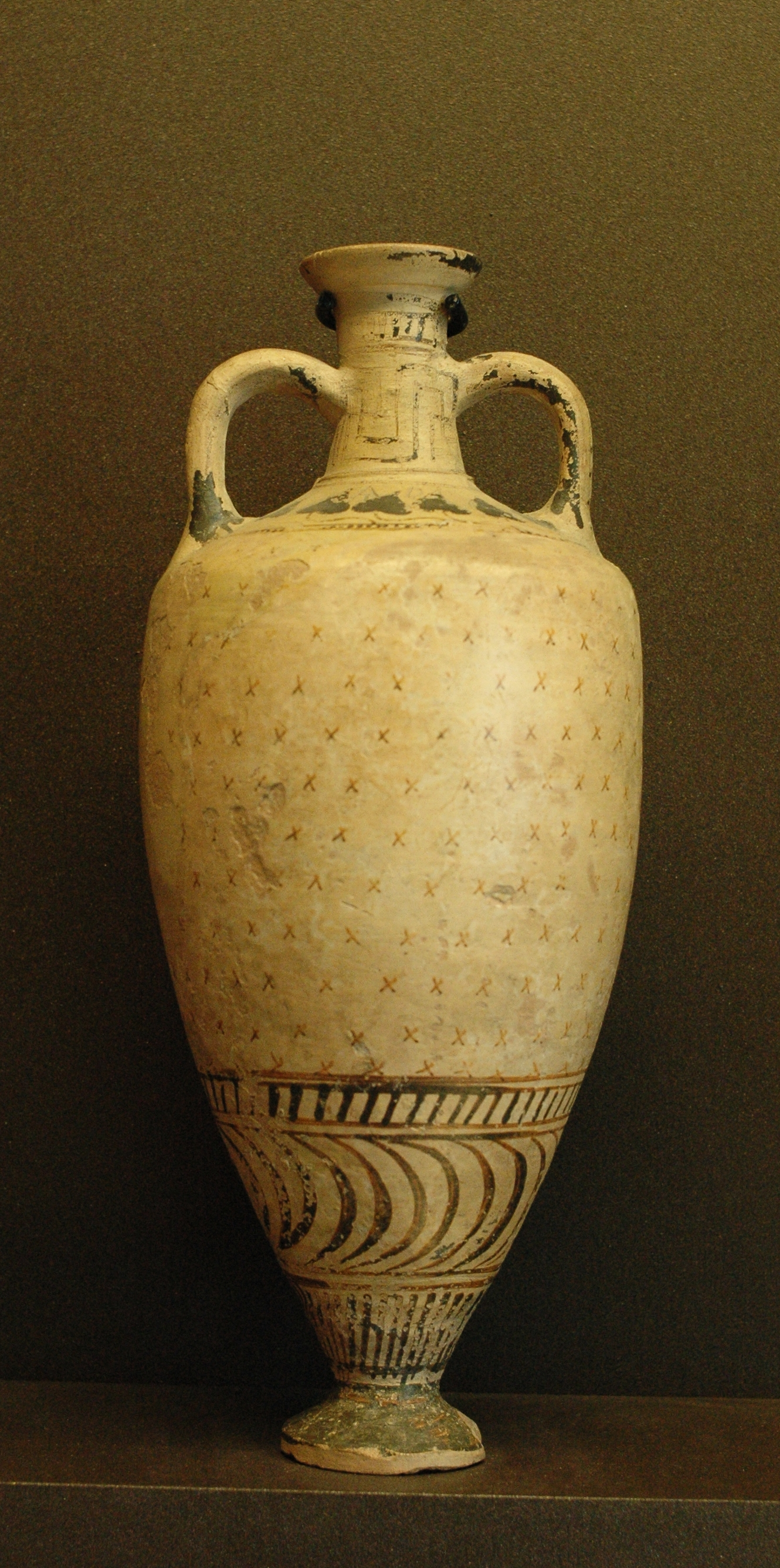
Amforiskos rodyjski z Kamejros, ok. 550–525 p.n.e. (Luwr)